# Fang Fenghui

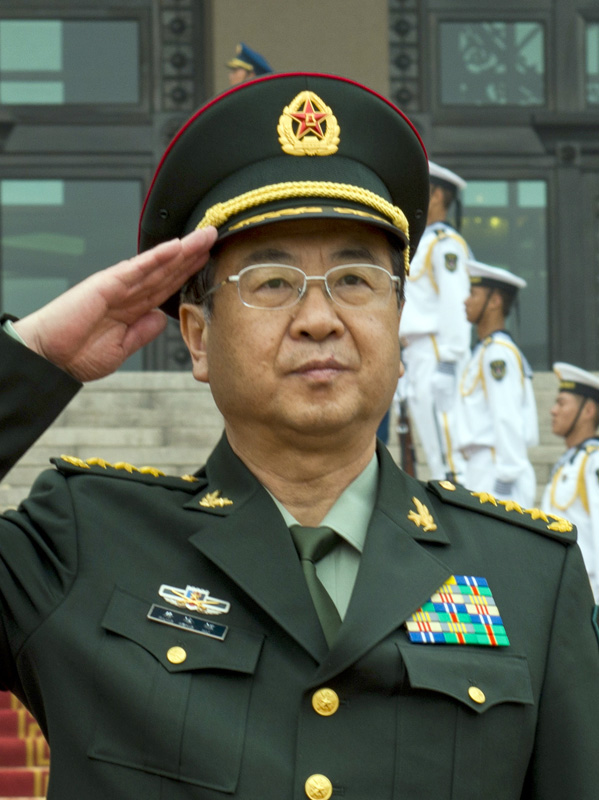
Fang Fenghui (2013)

Fang Fenghui (chinesisch 房峰辉; * April 1951 in Xianyang, Shaanxi) ist ein ehemaliger chinesischer General der Volksbefreiungsarmee, der zwischen 2012 und 2017 Chef des Generalstabes und damit militärischer Befehlshaber der Streitkräfte war. Im Februar 2019 wurde er durch ein Militärgericht wegen Korruption zu einer lebenslangen Freiheitsstrafe verurteilt.

## Leben

### Militärische und politische Laufbahn
Fang Fenghui wurde als Sohn eines Offiziers unter dem Geburtsnamen Ma Xianyang (马咸阳) geboren. Nach der Wiederheirat der Mutter änderte sich sein Name in Fang Fenghui.
Fang trat nach dem Schulbesuch 1968 in die Volksbefreiungsarmee ein und war Absolvent der Nationalen Verteidigungsuniversität in Peking. Nach der Ausbildung zum Offizier und verschiedenen Verwendungen als Offizier und Generalstabsoffizier war er zwischen 1997 und 1999 stellvertretender Kommandeur einer Armeegruppe. Er wurde 1998 zum Generalmajor befördert und war von 1999 bis 2003 Kommandeur einer Armeegruppe. Im Anschluss fungierte er zwischen 2003 und 2007 als Chef des Stabes der Militärregion Guangzhou und war zeitgleich Mitglied des Parteikomitees der Kommunistischen Partei Chinas (KPCh) der Provinz Guangdong. Während dieser Zeit wurde er 2005 auch zum Generalleutnant befördert.
Im Anschluss fungierte Fang Fenghui zwischen 2007 und 2012 als Kommandeur der Militärregion Peking und zugleich als stellvertretender Sekretär im Parteikomitee von Peking. Auf dem XVII. Parteitag 2007 wurde er Mitglied des Zentralkomitees (ZK der KPCh), dem er seither angehört. Zugleich war er zwischen 2008 und 2012 Abgeordneter des Nationalen Volkskongresses als Mitglied der Delegation der Volksbefreiungsarmee als Vertretung der Soldaten. 2010 erfolgte seine Beförderung zum General. Als solcher übernahm er am 25. Oktober 2012 als Nachfolger von General Chen Bingde den Posten als Chef des Generalstabes der Volksbefreiungsarmee und damit als militärischer Befehlshaber der Streitkräfte. Auf dem 18. Parteitag 2012 wurde er zudem Mitglied der Zentralen Militärkommission.

### Verhaftung, Anklage und Verurteilung
Im April 2017 begleitete Fang den chinesischen Staatspräsidenten Xi Jinping bei dessen Staatsbesuch bei US-Präsident Donald Trump in Florida. Am 16. August 2017 diskutierte er in Peking mit Joseph Dunford, dem US-amerikanischen Vorsitzenden des Vereinigten Generalstabs, die Nordkoreakrise und am 21. August 2017 traf er sich mit dem Chef der Streitkräfte Thailands zu Besprechungen. Umso überraschender erschien westlichen Beobachtern sein anschließender plötzlicher politischer Absturz. Am 26. August 2017 wurde bekannt, dass General Li Zuocheng neuer chinesischer Generalstabschef in der Nachfolge Fangs sei. Am 19. Parteitag am 6. September 2017 durfte Fang nicht mehr teilnehmen, was ein untrügliches Indiz dafür war, dass er in Schwierigkeiten geraten war. Anschließend war er nicht mehr in der Öffentlichkeit zu sehen. Im Januar 2018 gab die staatliche Nachrichtenagentur Xinhua bekannt, dass gegen ihn wegen Bestechung und Bestechlichkeit ermittelt werde. Fang wurde im Oktober 2018 aus der KPCh ausgeschlossen und verlor alle seine militärischen Ränge. In einer Meldung von Xinhua hieß es, dass der Fall „sehr schwerwiegend“ sei und Fang „enorme unerklärte Reichtümer“ angehäuft habe, ohne dass Details zu den Vorwürfen im Einzelnen oder genaue Summen genannt wurden. In westlichen Medien wurde spekuliert, dass die angehäuften Reichtümer möglicherweise so exorbitant seien, dass die chinesischen Behörden aus Sorge um das Ansehen des Staates in der Bevölkerung keine genauen Zahlen preisgeben wollten.
Am 20. Februar 2019 gab Xinhua in nur einem einzigen Satz bekannt, dass Fang Fenghui durch ein Militärgericht wegen Bestechlichkeit zu einer lebenslangen Freiheitsstrafe verurteilt worden war. Seine politischen Rechte seien ihm aberkannt und sein persönliches Vermögen eingezogen worden.
Offiziell fand die Verhaftung und Verurteilung Fangs im Kontext der laufenden Antikorruptionskampagne von Präsident Xi Jinping statt. Westliche Beobachter mutmaßten, dass möglicherweise auch politische Machtkämpfe eine Rolle spielten. Möglicherweise habe sich Fang den Bestrebungen Xis widersetzt, die alten Machteliten um Guo Boxiong und Xu Caihou zu entmachten – um deren und seine eigenen Verwicklungen in Korruption zu kaschieren. Möglicherweise hätten Fang Fenghui und der mit ihm zeitgleich entmachtete General Zhang Yang (der im November 2017 Suizid beging) eine Art Coup gegen Xi geplant, um diesen zu entmachten. Dem sei Xi mit ihrer Absetzung zuvorgekommen.

## Weblink
- Eintrag in China Vitae